# William Edgar Thornton
William Edgar Thornton  (Faison, Észak-Karolina, 1929. április 14. – Fair Oaks, Texas, 2021. január 11.) amerikai űrhajós.

## Életpálya
Első diplomáját 1952-ben az University of North Carolina at Chapel Hill keretében szerezte. Ugyanitt, 1963-ban doktorált. 1956–1959 között a Del Mar Engineering Labs Los Angeles elektronikai részlegének főmérnöke. 1964-ben USAF Aerospace Medical Division keretében sebészorvosi diplomát szerzett. Munkája során foglalkozott az űrbeli szolgálat alatt ható biológiai változásokkal, azok kezelésével. Mérőeszközöket készített, kutatási módszereket fejlesztett, megelőző módszereket javasolt. A haditengerészet állományában több mint 2500 órát tartózkodott a levegőben (repülő/űrrepülő).
1967. augusztus 4-től a Lyndon B. Johnson Űrközpontban részesült űrhajóskiképzésben. A Skylab-program keretében tartott 56 napos szimulációs orvosi kísérletsorozat küldetés specialista. Olyan orvosi eszközöket, műveleteket és eljárásokat dolgoztak ki, amivel elősegíthették az űrhajósok egészségvédelmét. Tagja volt a Skylab–2, Skylab–3 és a Skylab–4 támogató csoportjának (tanácsadó, problémamegoldó).
Kutatásvezetőként irányította a tömegmérést, antropometriai méréseket, hemodinamikai és az emberi folyadék váltások rendjét, a fizikai kondicionáló programot. Első alkalommal lettek dokumentálva a különböző változások. Munkája során kidolgozza azokat a technikákat, amelyek végzése kevésbé okoznak veszteséget (súly, izomerő). Kifejlesztette a korszerű orvostechnikákat, tanulmányokat készített a kineziológia (a test izmainak és mozgásának segítésére) és mérésének technikájához. Kidolgozta a űrrepülőgépen szolgálatot teljesítők élettani vizsgálatainak (szív-és érrendszeri, mozgásszervi, idegrendszeri) módszerét. Kifejlesztette a futópadot, a repülés során alkalmazandó gyakorlatokat, számos más fedélzeti berendezést. Módszerét az STS–4 szolgálatától rendszeresen alkalmazzák. Több mint 35 szabadalmat jegyez. Munkáját folytatva az űrállomáson történő munka egészségvédelmének feltételeit is kidolgozta.
Két űrszolgálata alatt összesen 13 napot, 1 órát és 16 percet (313 óra) töltött a világűrben. Űrhajós pályafutását 1994. május 31-én fejezte be. Adjunktus a Department of Medicine, University of Texas Medical Branch és docense a University of Houston- Clear Lake intézetében.

## Űrrepülések
- STS–8, a Challenger űrrepülőgép 3. repülésének küldetésfelelőse. Az űrrepülőgép program történetében először fordult elő, hogy éjszakai indítás/leszállás történt. Az Apollo–17 esetében volt az első éjszakai start. Elsötétített körülmények között gyakorolták az indítást, de a rakétahajóművek fényei szinte nappali világosságot produkáltak. Műholdat telepítettek, műholdat teszteltek, valamint teljesítették a mintegy 54 kutatási, kísérleti programot. Tesztelték a Canadarm manipulátor képességeit. Első űrszolgálata alatt összesen 6 napot, 1 órát és 8 percet (145 óra) töltött a világűrben. 4 046 660 kilométert (2 514 480mérföld) repült, 97 alkalommal kerülte meg a Földet.
- STS–51–B, a Challenger űrrepülőgép 7. repülésének küldetésfelelőse. A küldetés során második alkalommal utazott a világűrbe a Spacelab mikrogravitációs laboratórium. Az állat és orvoskísérletek felelős munkatársa. Második űrszolgálata alatt összesen 7 napot, 00 órát és 8 percet (168 óra) töltött a világűrben. 4 651 621 kilométert repült, 111 alkalommal kerülte meg a Földet.